# Schistura bucculenta
Schistura bucculenta és una espècie de peix de la família dels balitòrids i de l'ordre dels cipriniformes.

## Morfologia
Els mascles poden assolir els 10,4 cm de longitud total.

## Distribució geogràfica
Es troba a la conca del riu Mekong al nord de Tailàndia i de Laos.

## Amenaces
Les seues principals amenaces són la desforestació, les pràctiques agrícoles gens sostenibles i les modificacions fluvials que redueixen o interrompen el cabal d'aigua dels rius.